# 黑教室
《黑教室》是日本遊戲品牌BISHOP在2014年4月25日發售的冒險類型成人遊戲，2015年3月26日由AICHERRY發售DVDPG和BDPG。遊戲發售後也改編成OVA和小說。

## 故事
上原大輔有將女學生調教成奴隸的性癖好，為了滿足自己的黑色慾望，在透過已成為大輔奴隸的學園長幫助下來到了明蘭女學園任職老師，不久後大輔看上了4位女學生。

## 角色
上原大輔
本作男主角，明蘭女學園的體育老師，3年C班的班級老師，以前學生時代是菜菜子的家庭老師。
野宮菜菜子（聲：赤司弓妃）
身高：156cm，三圍：89/58/87。
明蘭女學園的學生，從以前就喜歡大輔。
楠木和葉（聲：花南）
身高：160cm，三圍：92/62/90。
3年C班的班長，父親是知名藥廠的社長。
鳴川真晝（聲：宮森ゆう）
身高：155cm，三圍：84/57/84。
2年級的體育績優學生，新體操部的部員。
小南結芽（聲：桃也みなみ）
身高：152cm，三圍：78/56/82。
成績優秀的1年級學生，小時候被雙親拋棄因而對人冷淡。
有栖川冴香（聲：中野志乃）
身高：164cm，三圍：88/62/90。
明蘭女學園的學園長，學生時代時被大輔調教成奴隸。

## 主題曲
遊戲的主題曲「Sleep Walker」是由天乃啓示擔任作詞、作曲，天乃啓示、Mad Pierrot擔任編曲，小倉結衣擔任主唱。

## 相關作品

### OVA
OVA是由PoRO改編製作的成人動畫，於2015年到2016年期間共發售兩集。
| 集數 | 標題 | 發售日        |
| ---- | ---- | ------------- |
| 1    |      | 2015年5月29日 |
| 2    |      | 2016年7月29日 |

### 小說
小說是由緒莉擔任寫作，水島☆多也擔任插畫，由PARADIGM在2016年6月21日發售共一冊（ISBN 978-4-8015-1535-2）。

### 設定集
是由MAX（マックス）於2014年10月27日發售（ISBN 978-4863794047）。

## 評價
2014年獲得萌系遊戲大賞2014的4月月間賞和エロス系作品賞BLACK金賞。

## 外部連結
- 遊戲官方網站（页面存档备份，存于）BISHOP（日語）